# Adolph Compenius
Pour les articles homonymes, voir Famille Compenius.
Adolph Compenius (né vers 1585, mort en 1650 à Hanovre) est un facteur d’orgue et organiste allemand.

## Biographie

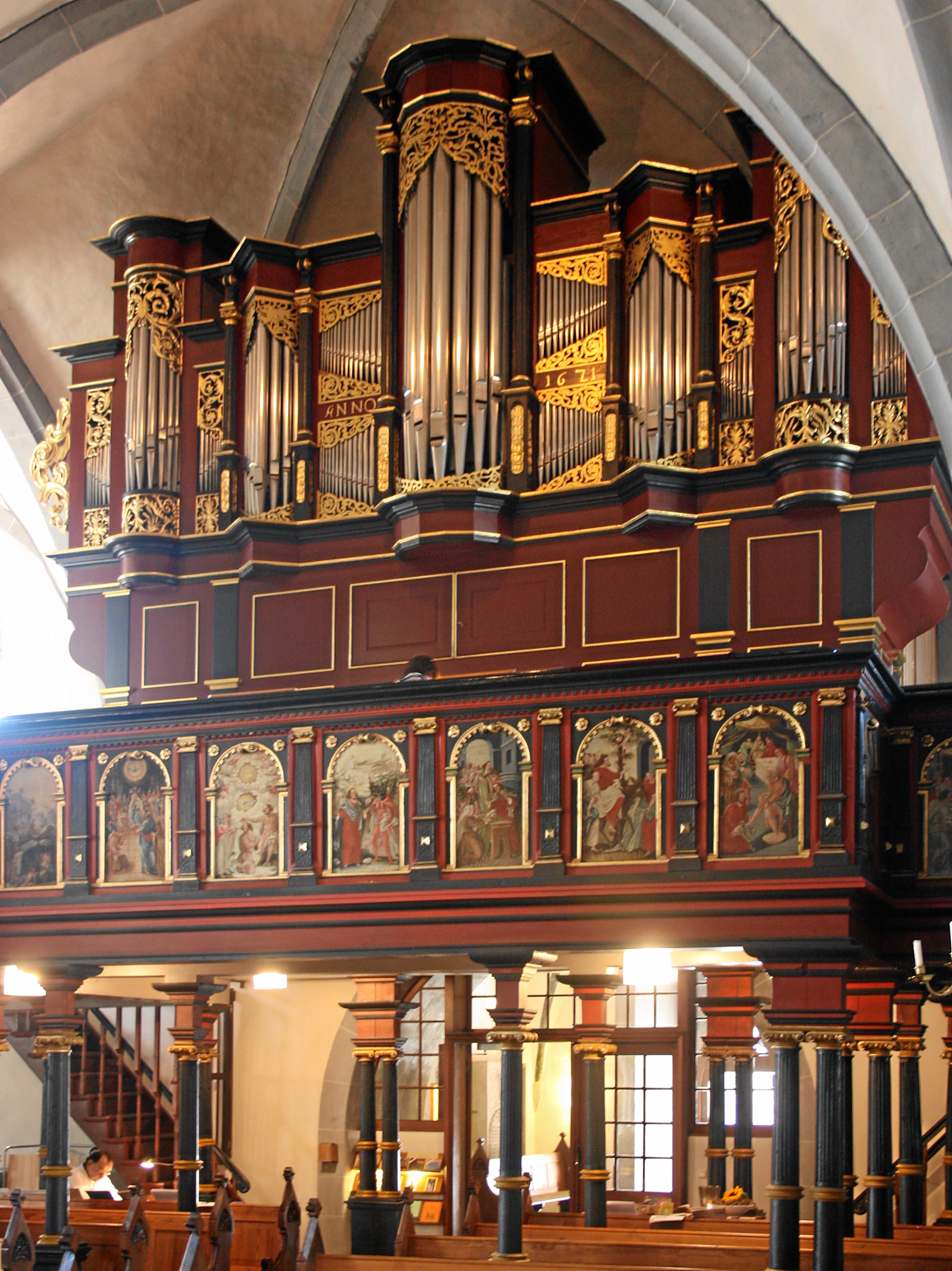
Orgue de l'église Saint Nicolai à Rinteln.

Fils du facteur d'orgue Esaias Compenius l'ancien, il travaille d'abord dans l'atelier de son père. Vers 1606 il est actif à Magdebourg. En 1620, il construit un orgue pour la chapelle du château de Bückeburg (de) à Bückeburg. En 1626 il est organiste à la Aegidienkirche (de) de Hanovre. Il s'installe plus tard à Rinteln. Il partage la bonne réputation de sa famille qui a produit plusieurs facteurs d'orgue bien connus.